# Loxocera achaeta
Loxocera achaeta är en tvåvingeart som beskrevs av Shatalkin 1989. Loxocera achaeta ingår i släktet Loxocera och familjen rotflugor. Inga underarter finns listade i Catalogue of Life.